# Scissione (serie televisiva)
Scissione (Severance) è una serie televisiva statunitense del 2022.
Di genere thriller psicologico e fantascientifico, è stata creata da Dan Erickson e diretta da Ben Stiller e Aoife McArdle. La serie è stata presentata in anteprima su Apple TV+ il 18 febbraio 2022.

## Trama
La Lumon Industries è un'azienda che utilizza una procedura medica di "scissione" per separare i ricordi della vita personale di alcuni dei suoi dipendenti dai loro ricordi lavorativi; in questo modo, il cosiddetto interno non sa nulla del cosiddetto esterno e viceversa al varcare della soglia aziendale.
Mark, anch'egli sottoposto a questa procedura, guiderà un team di impiegati fino a che un misterioso collega ricomparirà e inizierà un viaggio alla scoperta della verità riguardo al loro lavoro.

## Episodi
| Stagione         | Episodi | Pubblicazione USA | Pubblicazione Italia |
| ---------------- | ------- | ----------------- | -------------------- |
| Prima stagione   | 9       | 2022              | 2022                 |
| Seconda stagione | 10      | 2025              | 2025                 |

## Personaggi ed interpreti

### Personaggi principali
- Mark Scout (stagioni 1-2), interpretato da Adam Scott, doppiato da Nanni Baldini.
Un dipendente della Lumon Industries, nella divisione MDR (Macrodata Refinement) di cui è il capo reparto; in passato era un insegnante, si è sottoposto alla Scissione dopo la morte della moglie Gemma. Sia il suo interno che il suo esterno iniziano a vedere la natura losca della Lumon Industries decidendo di scoprire i segreti che si nascondono dietro la misteriosa azienda per cui lavora.
- Helena "Helly" (stagioni 1-2), interpretata da Britt Lower, doppiata da Gaia Bolognesi.
la nuova assunta nella famiglia della Lumon. entrata volontariamente, il suo interno Helly si ribella totalmente all'inumana politica aziendale.
- Dylan George (stagioni 1-2), interpretato da Zach Cherry, doppiato da Simone Crisari.
Dipendente della Lumon Industries, anche lui si è sottoposto alla Scissione e lavora nel reparto MDR. Inizialmente si oppone all'idea di Helly e Mark di sabotare l'azienda dall'interno, ma poi si unisce a loro.
- Seth Milchick (stagioni 1-2), interpretato da Tramell Tillman, doppiato da Alessandro Parise.
Il supervisore del MDR, lui non è tra i dipendenti della Lumon Industries che si è sottoposto alla Scissione.
- Devon Scout-Hale (stagioni 1-2), interpretata da Jen Tullock, doppiata da Chiara Colizzi.
La sorella di Mark, sposata con Ricken.
- Ricken Hale (stagioni 1-2), interpretato da Michael Chernus, doppiato da Alessandro Quarta.
Il marito di Devon, di professione è uno scrittore.
- Casey/Gemma Scout, interpretata da Dichen Lachman, doppiata da Mattea Serpelloni.
La consulente per il benessere del dipartimento di "Scissione". Il suo esterno Gemma è la moglie di Mark.
- Irving Bailiff (stagioni 1-2), interpretato da John Turturro, doppiato da Pasquale Anselmo.
Dipendente a cui è stata eseguita la Scissione, presta servizio nel reparto MDR di cui è l'impiegato che lavora da più tempo. Prova dei sentimenti per Burt.
- Burt Goodman (stagioni 1-2), interpretato da Christopher Walken, doppiato da Gino La Monica.
Il capo della divisione "Optics & Design", anche lui si è sottoposto alla Scissione, il suo interno prova dei sentimenti (ricambiati) per Irving.
- Harmony Cobel/Signora Selvig (stagioni 1-2), interpretata da Patricia Arquette, doppiata da Claudia Catani.
Non sottoposta a scissione, è la direttrice della filiale della Lumon Industries nella quale lavorano Mark e i suoi colleghi. Sotto il nome di Selvig è la vicina di casa dell'esterno di Mark, così da poterlo controllare a sua insaputa.
- Miss Huang (stagione 2), interpretata da Sarah Bock, doppiata da Giorgia Piancatelli.
Bambina che si è sottoposta alla scissione, lavora al MDR come supervisore.

### Personaggi ricorrenti
- Petey (stagione 1), interpretato da Yul Vazquez, doppiato da Fabrizio Pucci.
Un ex dipendente Lumon Industries, nella quale era il migliore amico di Mark, è scappato dopo che si è sottoposto alla Reintegrazione, processo che annulla la Scissione.
- Doug Graner (stagione 1), interpretato da Michael Cumpsty, doppiato da Roberto Fidecaro.
Un losco impiegato Lumon Industries, lui non è tra i dipendenti che si sono sottoposti alla Scissione, è il capo della sicurezza.
- Alexa, interpretata da Nikki M. James, doppiata da Perla Liberatori.
Lavora come ostetrica, è la prima donna con la quale Mark intraprende una relazione dopo Gemma.
- Natalie Kalen, interpretata da Sydney Cole Alexander, doppiata da Eleonora Reti.
Fa da tramite come portavoce per il consiglio di amministrazione della Lumon Industries.
- Jame Eagan, interpretato da Michael Siberry, doppiato da Gianni Giuliano.
È l'attuale CEO della Lumon Industries e padre di Helly.
- Reghabi, interpretata da Karen Aldridge, doppiata da Paola Majano.
È un ex dipendente della Lumon Industries, sapeva come eseguire la Scissione, è capace anche di annullarla con il processo di Reintegrazione, attualmente opera contro la sua ex compagnia.
- Angelo Arteta, interpretato da Ethan Flower, doppiato da Gabriele Lopez.
Un senatore di stato sostenuto dalla Lumon Industries, è pienamente a favore del progetto Scissione. È sposato con Gabby Arteta.
- Gabriela "Gabby" Arteta, interpretata da Nora Dale, doppiata da Barbara Pitotti.
È la moglie di Angelo.
- Nina, interpretata da Joanne Kelly, doppiata da Selvaggia Quattrini.
È l'ex moglie di Petey e madre di June.
- June, interpretata da Cassidy Layton, doppiata da Emanuela Ionica.
È la figlia di Petey e Nina.
- Felicia, interpretata da Claudia Robinson, doppiata da Graziella Polesinanti.
È una collega di lavoro di Burt alla divisione Optics & Design, è tra le persone che si sono sottoposte alla Scissione.
- Gretchen, interpretata da Merritt Wever, doppiata da Antonella Baldini.
È la moglie di Dylan.
- Mauer, interpretato da Robby Benson, doppiato da Mario Cordova.
È il supervisore di Gemma, si occupa di monitorare i progressi dei vari interni della donna.
- Drummond, interpretato da Ólafur Darri Ólafsson, doppiato da Emanuele Durante.
È un uomo freddo e autoritario con un'aria minacciosa, è il principale responsabile della sicurezza.

## Produzione
Il 6 aprile 2022, Apple ha rinnovato la serie per una seconda stagione. Le riprese esterne della Lumon Industries sono state fatte a Holmdel all'ex centro di ricerca della Bell Laboratories.
La produzione della seconda stagione di Scissione ha riscontrato problemi interni con conflitti tra gli showrunner, che hanno allungato così le tempistiche delle riprese, ulteriormente ritardate poi dall'interruzione dovuta agli scioperi della WGA e della SAG-AFTRA.
Il 21 marzo 2025, Apple TV+ ha annunciato la produzione della terza stagione.

## Accoglienza

### Critica
La serie è stata accolta molto positivamente dalla critica. Sull'aggregatore Rotten Tomatoes la serie riceve il 97% delle recensioni professionali positive con un voto medio di 8.4 su 10, basato su 118 recensioni (as per Gennaio 2025). Su Metacritic ottiene un punteggio di 83 su 100, basato su 36 recensioni.

## Riconoscimenti
- 2022 - Premio Emmy[8][9]
  - Miglior design di una sigla a Oliver Latta e Teddy Blanks
  - Miglior composizione musicale per una serie televisiva a Theodore Shapiro
  - Candidatura per la miglior serie drammatica
  - Candidatura per il miglior attore in una serie drammatica a Adam Scott
  - Candidatura per la miglior attrice non protagonista in una serie drammatica a Patricia Arquette
  - Candidatura per il miglior attore non protagonista in una serie drammatica a Christopher Walken
  - Candidatura per il miglior attore non protagonista in una serie drammatica a John Turturro
  - Candidatura per la miglior regia in una serie drammatica a Ben Stiller, per l'episodio Il nostro vero io
  - Candidatura per la miglior sceneggiatura in una serie drammatica a Dan Erickson, per l'episodio Il nostro vero io
  - Candidatura per il miglior casting a Rachel Tenner e Bess Fifer
  - Candidatura per il miglior tema musicale originale di una sigla a Theodore Shapiro
  - Candidatura per la miglior coreografia a Jeremy Hindle, Nick Francone, Angelica Borrero-Fortier e Andrew Baseman
  - Candidatura per il miglior montaggio video per una serie drammatica single-camera a Erica Freed Marker e Geoffrey Richman
  - Candidatura per il miglior montaggio video per una serie drammatica single-camera a Geoffrey Richman
- 2022 - Saturn Award
  - Candidatura per la miglior serie televisiva in streaming horror e thriller
  - Candidatura per il miglior attore in una serie televisiva streaming a Adam Scott
  - Candidatura per la miglior attrice in una serie televisiva streaming a Britt Lower
  - Candidatura per il miglior attore non protagonista in una serie televisiva streaming a John Turturro
  - Candidatura per il miglior attore non protagonista in una serie televisiva streaming a Zach Cherry
  - Candidatura per la miglior attrice non protagonista in una serie televisiva streaming a Patricia Arquette